# Giovanni Busani
Giovanni Busani (Coviolo, 4 ottobre 1918 – Reggio Emilia, 21 agosto 1995) è stato un calciatore e allenatore di calcio italiano, di ruolo portiere.

## Caratteristiche tecniche
Era un portiere agile ed esplosivo e aveva fama di essere abile a neutralizzare i calci di rigore. Molto sicuro dei propri mezzi, in occasione dei calci di punizione era solito non posizionare alcuna barriera.

## Carriera

### Giocatore
Cresciuto nella Cadelboschese e nella Reggiana, esordisce nella stagione 1939-1940 in Serie C con la Maceratese, passando l'anno seguente all'Anconitana, con cui gioca 4 partite in Serie B. Nella stagione 1941-1942, per via del servizio militare, scende nuovamente in Serie C, alla Pro Gorizia, dove rimane fino all'interruzione dei campionati legata agli eventi bellici della Seconda guerra mondiale. Nel dopoguerra torna all'Anconitana, dove disputa 19 partite in Divisione Nazionale, facendo il suo esordio in massima serie il 21 ottobre 1945 in una sconfitta casalinga per 0-1 contro la Roma; l'anno seguente passa al Milan, esordendo con i rossoneri il 15 dicembre 1946 in una partita vinta per 4-1 contro il Genoa. Dopo una sola stagione, nella quale raccoglie altre 8 presenze in massima serie, viene acquistato dal Mantova, con cui gioca da titolare per tre stagioni consecutive. Chiude poi la carriera nelle serie inferiori, prima in Serie C per due stagioni con il Parma e poi in IV Serie con la Casertana ed infine in Promozione con Taurianovese, Pro Vasto (nella stagione 1954-1955) e per due anni Frontor Larino.

### Allenatore
Nella prima parte della stagione 1948-1949 oltre a giocare nel Mantova ricopre anche il ruolo di allenatore della squadra virgiliana cercando di adattarla al modulo di gioco sistemista; questo tentativo non ha buon esito, e Busani viene sostituito da Guglielmo Reggiani ed Ennio Vaini. Nella stagione 1958-1959 allena il Carpi in IV Serie; alla fine dell'anno i biancorossi retrocedono in Prima Categoria, il massimo livello regionale dell'epoca.
In seguito torna al Mantova come preparatore dei portieri, tra cui William Negri.

## Palmarès

### Club

#### Competizioni nazionali
- Serie C: 3

Macerata: 1939-1940
Pro Gorizia: 1941-1942, 1942-1943